# Alonzoa
Alonzoa, czernipłoń, alonsoa (Alonsoa Ruiz et Pavón) – rodzaj roślin z rodziny trędownikowatych. Obejmuje według różnych ujęć i źródeł 11, 14 lub 16 gatunków. Występują one głównie w Ameryce Środkowej i Południowej (najbardziej zróżnicowane są w Peru i Chile), ale też dwa gatunki rosną w południowej Afryce. Zajmują głównie siedliska podmokłe – na brzegach strumieni i na źródliskach. Kilka gatunków (zwłaszcza alonzoa południowa Alonsoa meridionalis) uprawianych jest jako rośliny ozdobne, zarówno na rabatach letnich, jak i w pojemnikach.

## Morfologia
PokrójByliny i półkrzewy osiągające zwykle do 50 cm wysokości.
LiścieNaprzeciwległe lub w okółkach po trzy, ale też górne zwykle skrętoległe, pojedyncze, całobrzegie lub ząbkowane.
KwiatyWyrastają w szczytowych, wąskich gronach. Działek kielicha jest pięć i zrośnięte są tylko u nasady. Płatki korony zrośnięte są u nasady w bardzo krótką rurkę. Trzy płatki tworzą dolną wargę. Dwa płatki górne wykształcają krótkie, woreczkowate ostrogi. Płatki mają barwę różową do pomarańczowej. Pręciki są cztery, w dwóch parach. Zalążnia górna, dwukomorowa, z licznymi zalążkami i pojedynczą szyjką słupka zakończoną główkowatym znamieniem.
OwoceTorebki zawierające liczne, ciemne nasiona.

## Systematyka
Jeden z rodzajów z rodziny trędownikowatych Scrophulariaceae w jej wąskim ujęciu.
Wykaz gatunków
- Alonsoa acutifolia Ruiz & Pav.
- Alonsoa albiflora G.Nicholson
- Alonsoa auriculata Diels
- Alonsoa caulialata Ruiz & Pav.
- Alonsoa hirsuta (Spreng.) Steud.
- Alonsoa honoraria Grau
- Alonsoa linearifolia Steud.
- Alonsoa linearis (Jacq.) Ruiz & Pav.
- Alonsoa meridionalis (L.f.) Kuntze – alonzoa południowa[4]
- Alonsoa minor Edwin
- Alonsoa pallida Edwin
- Alonsoa peduncularis (Kuntze) Wettst.
- Alonsoa quadrifolia G.Don
- Alonsoa serrata Pennell